# St. Stephen
«St. Stephen» — песня the Grateful Dead, она была написана Джерри Гарсием, Филом Лешом и Робертом Хантером и первоначально выпущена в 1969 году на студийном альбоме Aoxomoxoa. В том же году было выпущено концертное исполнение песни на первом концертном альбоме Grateful Dead Live/Dead. В отличие от студийной версии, концертные выступления песни обычно включали в себя секцию под названием «Бридж Вильгельма Телля», которая использовалась в качестве перехода к песне «The Eleven». После частого исполнения песни на концертах с конца 60-х до начала 70-х, группа перестала исполнять её регулярно; последующие концертные выступления «St. Stephen» считались особенными событиями для поклонников группы.
В песне упоминаются последние дни и суд над святым первого века Нашей эры, Стефаном, первым мучеником в Новом Завете из Библии, который был забит камнями до смерти (Деян. 7:54-60). Многие поклонники группы верят, что песня посвящена Стивену Гаскину. Тем не менее, в одном из интервью Хантер опроверг это утверждение.